# 圣玛丽红崖教堂
圣玛丽红崖教堂（英語：St. Mary Redcliffe）是一座圣公会教堂，位于英格兰布里斯托尔。教堂建筑兴建于12-15世纪，是一座美丽的哥特式建筑，被英国遗产委员会列为一级登录建筑。伊丽莎白一世称之为“英格兰最均衡、最优美，也是最有名的教堂”
圣玛丽红崖教堂是英国最大的牧区教堂，也是布里斯托尔的最高建筑。